# Ernst Buschor
Ernst Buschor (Hürben, 2 giugno 1886 – Monaco di Baviera, 11 dicembre 1961) è stato un archeologo, filologo classico e traduttore tedesco.

## Biografia
Studiò filologia classica all'università di Monaco dal 1905, allievo dell'archeologo Adolf Furtwängler, e conseguì il dottorato nel 1912. Durante la prima guerra mondiale prese parte alla spedizione nei Balcani, e successivamente fu professore associato di archeologia classica all'università di Erlangen. Nel 1920 ricevette la medesima cattedra all'università di Friburgo, mentre dal 1929 al 1959 fu docente a Monaco di Baviera.
Dal 1921 al 1929 fu direttore dell'Istituto archeologico germanico di Atene. Significative le sue campagne di scavo ad Atene, Olimpia e Amicle in Laconia. Diresse per molti anni (1925-1939; 1951-1961) gli scavi archeologici sull'isola di Samo. Dal 1921 fu anche membro dell'Accademia bavarese delle scienze.
È stato anche traduttore di testi classici; effettuò traduzioni in tedesco per l'edizione di tutte le tragedie di Eschilo, Sofocle e Euripide.

## Opere (parziale)
- Griechische Vasenmalerei, in «Klassische Illustratoren», vol. 5, Monaco di Baviera, Piper, 1913.
- Beiträge zur Geschichte der griechischen Textilkunst. Die Anfänge und der orientalische Import, Monaco di Baviera, Kastner & Callwey, 1912.
- Die Tondächer der Akropolis, 2 voll., Berlino, De Gruyter, 1929–1933.
- Die Plastik der Griechen, Berlino, Rembrandt-Verlag, 1936.
- Grab eines attischen Mädchens. Monaco di Baviera, F. Bruckmann, 1939.
- Altsamische Standbilder, 5 voll., Berlino, Mann, 1934–1962.
- Vom Sinn der griechischen Standbilder, Berlino, Mann, 1942.
- Bildnisstufen, Monaco di Baviera, Münchner Verlag, 1947.
- Phidias der Mensch, Monaco di Baviera, Münchner Verlag, 1948.
- Frühgriechische Jünglinge, Monaco di Baviera, Piper, 1950.
- Euripides: Orestes. Iphigenie in Aulis. Die Maenaden. 3 Tragoedien, Monaco di Baviera, Beck, 1960.
- Winke für Akropolispilger, Monaco di Baviera, Beck, 1960.
- Gesamtausgabe der griechischen Tragödien, 10 voll., Zurigo, Artemis Verlag, 1979.